# 2-hidroksi-1,4-benzoksazin-3-on monooksigenaza
2-hidroksi-1,4-benzoksazin-3-on monooksigenaza (EC 1.14.13.140, BX5 (gen), CYP71C3 (gen)) je enzim sa sistematskim imenom 2-hidroksi-2-1,4-benzoksazin-3(4H)-on,NAD(P)H:kiseonik oksidoreduktaza (N-hidroksilacija). Ovaj enzim katalizuje sledeću hemijsku reakciju
2-hidroksi-2-1,4-benzoksazin-3(4)-on + + + O2 {\displaystyle \rightleftharpoons } 2,4-dihidroksi-2-1,4-benzoksazin-3(4H)-on + -{NAD(P)+ +2O
Ovaj enzim učestvuje u biosintezi zaštitnih i alelofatskih benzoksazinoida kod pojedinih biljaka, i.e. Iz familije Poaceae (trave). On je član grupe citohrom P450 zavisnih monooksigenaza.

## Literatura
- Nicholas C. Price; Lewis Stevens (1999). Fundamentals of Enzymology: The Cell and Molecular Biology of Catalytic Proteins (Third изд.). USA: Oxford University Press. ISBN 019850229X.
- Eric J. Toone (2006). Advances in Enzymology and Related Areas of Molecular Biology, Protein Evolution (Volume 75 изд.). Wiley-Interscience. ISBN 0471205036.
- Branden C; Tooze J. Introduction to Protein Structure. New York, NY: Garland Publishing. ISBN 0-8153-2305-0.
- Irwin H. Segel. Enzyme Kinetics: Behavior and Analysis of Rapid Equilibrium and Steady-State Enzyme Systems (Book 44 изд.). Wiley Classics Library. ISBN 0471303097.
- William P. Jencks (1987). Catalysis in Chemistry and Enzymology. Dover Publications. ISBN 0486654605.

## Spoljašnje veze
- 2-hydroxy-1,4-benzoxazin-3-one+monooxygenase на 